# Peelhoeven
De Peelhoeven is een straat in Rosmalen ten noorden van de T.M. Kortenhorstlaan in de wijk Sparrenburg. In dit gedeelte van Sparrenburg zijn de straten vernoemd naar streken in Noord-Brabant. De straat is vernoemd naar de Peel. 
De huizen in de Peelhoeven zijn gebouwd bij de voormalige overweg naar de voormalige buurtschap Sprokkelbosch. Vroeger stond hier een wachthuis voor het Station Sprokkelbosch. De overwegen en de spoorwegseinen werden van hieruit bediend. Het huis is in de jaren 80 gesloopt.
In 1945, tijdens de gevechten om de bevrijding van Rosmalen tijdens de Tweede Wereldoorlog, reden twee Canadezen hier met hun motor op een landmijn en vonden hierbij de dood. Van deze Canadezen was niet met zekerheid te zeggen of ze katholiek waren en ze werden voor de Sint-Lambertuskerk begraven op de Markt. Hun graf werd in de volksmond Het Slagveldje genoemd. In 1981 zijn de graven geruimd en zijn de militairen herbegraven op de Airborne War Cemetery te Oosterbeek.